# 勝山淳
 勝山 淳（かつやま じゅん、1924年〈大正13年〉11月11日 - 1945年〈昭和20年〉7月24日）は、日本の海軍軍人。海兵73期。大東亜戦争（第二次世界大戦）の末期、人間魚雷「回天」で出撃し、米護衛駆逐艦「アンダーヒル」を撃沈した。戦死による二階級特進で最終階級は海軍少佐。

## 来歴
1924年（大正13年）11月11日に茨城県那珂郡那珂町（現在の那珂市）で生まれる。色白・真面目でいつも「自分は水戸っぽだ」と周囲に言っていた。旧制水戸中学校を卒業後、海軍兵学校（73期）へ進学する。1944年（昭和19年）3月22日に海軍兵学校を卒業すると、柱島泊地から戦艦「大和」に乗艦し、訓練を続けながらシンガポールのリンガ泊地へ向かい、そこで軽巡洋艦「能代」へ乗り組んで実習を重ねる。同年9月の第一特別基地隊発令によって、9月28日に人間魚雷「回天」を創案した仁科関夫中尉が訓練を続ける第一特別基地隊大津島基地に着任、分遣隊・「回天」搭乗員として出撃までの時間を訓練にて過ごす。
1945年（昭和20年）7月14日、「伊-53潜水艦」・「回天」特別攻撃隊多聞隊長としてバシー海峡へ向けて出撃する。「伊-53潜水艦」に搭載された「回天」は4基だった。同年7月24日14時過ぎ、敵の輸送船団を発見した大場佐一艦長は総員配置に就き「魚雷戦用意、回天戦用意」と命令、勝山を含めた4人の特攻隊全員が自身の「回天」に乗艇した。ところが戦闘準備が終わったあと、敵の輸送船団は「伊-53潜水艦」の近くを既に通り過ぎた後で、「回天」特攻には無理な状態だった。このため、「回天」の発進や魚雷攻撃を断念しようとしたが、勝山は任務遂行に燃えていたのか発進を強く希望したため、攻撃目標を輸送船と手短に命令し、14時25分に勝山が乗艇する一号艇のみ発進させ、他の「回天」の発進は成功の見込みが薄いとして中止させた。そして同日15時05分、目標方向で大きな爆発音が発生し、15時15分頃にアメリカの護衛駆逐艦「アンダーヒル」が火災を起こしているのが確認された。発進した「回天」は4基中勝山乗艇の1基のみ、そして爆発音や敵艦の火災から、勝山が乗艇していた「回天」は「アンダーヒル」に命中したものと推測、さらに、「回天」特攻において誰が挙げた戦果であるかを確定できる唯一のケースとなった。享年20。戦死後、二階級特進で海軍少佐となった。